# Vinod Mishra
Vinod Mishra (Jabalpur, 24 marzo 1947 – Lucknow, 18 dicembre 1998) è stato un politico e rivoluzionario indiano.

## Biografia

### Lotte interne al PCI(ml)
Mishra si unì al Partito Comunista d'India (marxista-leninista) all'indomani della sua fondazione, critico verso le posizioni moderate e filo-sovietiche del Partito Comunista d'India (Marxista); in questo periodo, si avvicinò al maoismo, affascinato particolarmente dalla Rivoluzione Culturale che era in corso in Cina.
Nel 1972, dopo la morte del segretario Charu Majumdar, si verificò una spaccatura all'interno del Partito fra una fazione sostenitrice in chiave critica della linea di Majumdar (continuava a considerarla valida ma ne criticava gli eccessi settari) e una fazione più vicina alla linea estremista di Lin Biao. Mishra emerse come leader del primo gruppo. L'anno successivo, la fazione pro-Lin Biao fondò il Partito Comunista d'India (marxista-leninista) Secondo Comitato Centrale, staccandosi dal Partito; questo permise a Mishra e ai suoi sostenitori di ottenerne la completa egemonia.
Tuttavia, le lotte non erano finite: questa volta, Mishra dovette fare i conti con il compagno Sharma, nuovo segretario generale, a sua volta considerato settario e prosecutore degli errori di Charu Majumdar. Mishra venne eletto segretario del Comitato Regionale di Burdwan dopo che il suo precedente segretario si accordò con Sharma, e quindi guidò la lotta contro il segretario generale. Mishra si alleò a Jauhar e Swadesh Bhattacharya, altri due dirigenti moderati, e nel 1973, durante una seduta del Comitato Centrale a Durgapur, ottenne la maggioranza nel Partito, sconfiggendo anche Sharma. Il 28 luglio 1974, la vittoria di Mishra fu completa con l'elezione di Jauhar a segretario generale.
Nello stesso anno, Mishra si sposò con Jyotsna, un'altra rivoluzionaria, ma il matrimonio ebbe breve durata e finì quasi subito.

### Leader del Partito
Nel 1975, dopo la morte di Jahuar, Mishra divenne segretario generale del Partito (ora conosciuto come Partito Comunista d'India (marxista-leninista) Liberazione). Egli cominciò a rivedere la linea di Majumdar, eliminandone gli aspetti più estremisti e riformulandola in chiave moderata. In particolare, promosse la formazione di organizzazioni di massa egemonizzate dal Partito, che erano state rifiutate da Majumdar.
Mishra lavorò subito per promuovere la convocazione del II Congresso del Partito, che si tenne clandestinamente in un villaggio del distretto di Gaya nel febbraio 1976: il Congresso lo confermò segretario generale e accettò le sue riforme. Nel 1977, venne lanciata la campagna di rettifica, durante la quale la linea di Mishra venne implementata in tutto il Partito.
Durante uno scontro a fuoco con la polizia il 2 gennaio 1979, a Badpathujote, Mishra fu gravemente ferito, ma fu salvato dall'intervento di alcuni compagni. Rimessosi, fu in grado di visitare, nello stesso anno, la Repubblica Popolare Cinese, dove incontrò alcuni dirigenti del Partito Comunista Cinese. La progressiva ascesa di Deng Xiaoping condusse Mishra a rivedere anche la linea ideologica del Partito, allontanandosi da alcune posizioni del maoismo e avviando una critica della Rivoluzione Culturale.
Nel 1983, Mishra sposò una militante di base di Calcutta di nome Shikha, dalla quale ebbe un figlio, Rahul. Come il precedente matrimonio, tuttavia, anche questo fu di breve durata per via dell'intensa attività politica di Mishra.
Durante il IV Congresso del gennaio 1988, Mishra avanzò l'ipotesi di un vasto fronte unito per la rivoluzione democratica popolare da contrapporre al Fronte della Sinistra, egemonizzato dal Partito Comunista d'India (Marxista). Anni dopo, Mishra cominciò a proporre l'unità dei comunisti rivoluzionari indiani in un unico partito che avesse come proprie basi il marxismo e la rivoluzione democratica popolare, sulla base del Partito Comunista del Nepal (marxista-leninista unificato); sempre in questo periodo, cominciò a criticare in articoli e saggi certe fasi della leadership di Stalin e Mao.
Nel 1991, Mishra si sposò per la terza volta, con un membro del Comitato Centrale, Kumudini Pati, dalla quale ebbe un secondo figlio, Roza. Questa volta, il matrimonio durò stabilmente.
Durante una seduta del Comitato Centrale del 1998, Mishra ebbe un attacco cardiaco. Messosi a letto, ordinò che la seduta andasse avanti senza di lui; morì poche ore dopo. Successivamente, il Comitato Centrale elesse Dipankar Bhattacharya (già segretario generale del Fronte Popolare Indiano) nuovo segretario del Partito.
Attualmente, Mishra è considerato dal Partito Comunista d'India (marxista-leninista) Liberazione come "il supremo architetto della ripresa e del risorgimento storici del Partito".